# El Vallecillo
El Vallecillo is een gemeente in de Spaanse provincie Teruel in de regio Aragón met een oppervlakte van 21,59 km². El Vallecillo telt 59 inwoners (1 januari 2016).

## Demografische ontwikkeling
Bron: INE, 1857-2011: volkstellingen